# Czesław Wirkus
Czesław Wirkus (ur. 28 listopada 1909 w Siedlinie, zm. 20 stycznia 1985 w Trzebielu) – polski lekkoatleta, specjalizujący się w biegach długodystansowych.

## Kariera sportowa
Był mistrzem Polski w biegu na 10 000 metrów w 1937, wicemistrzem na tym dystansie w 1938 i w biegu przełajowym w 1937, a także brązowym medalistą w biegu na 5000 metrów, biegu na 3000 metrów z przeszkodami i w sztafecie 3 × 1000 metrów w 1937. Zdobył również srebrny medal halowych mistrzostw Polski w biegu na 3000 metrów w 1938.
W 1937 i 1938 czterokrotnie wystąpił w biegach na 5000 lub 10 000 metrów w lekkoatletycznych meczach reprezentacji Polski, bez zwycięstw indywidualnych.
Kontynuował karierę zawodniczą w pierwszych latach po II wojnie światowej.

## Rekordy życiowe
- bieg na 3000 metrów – 8:54,0 (3 października 1937, Warszawa)
- bieg na 5000 metrów – 15:15,0 (3 października 1937, Warszawa)
- bieg na 10 000 metrów – 31:45,0 (4 czerwca 1938, Warszawa)[1]